# Pelictosuchus
Pelictosuchus es un género extinto de terocéfalo terápsido que vivió hacia el final del periodo geológico conocido como Pérmico en Sudáfrica. Está clasificado dentro de la familia de los Akidnognathidae. La denominación de la especie tipo Pelictosuchus paucidens fue dada por el paleontólogo sudafricano Robert Broom en 1940 y proviene del estrato geológico conocido como Zona faunística de Dicynodon.
Pelictosuchus fue anteriormente clasificado dentro de la familia de los nanictidópidos (Nanictidopidae). Pelictosuchus y otros terocéfalos que tradicionalmente fueron clasificados como nanictidópidos tienen delgadas barras postorbitales que forman los márgenes posteriores de las cavidades oculares y los huesos parietales que forman una protuberancia ósea conocida como cresta sagital en la parte alta del cráneo. Se cree que estaban bastante relacionados con otra familia de terocéfalos llamada Scaloposauridae, sin embargo se diferenciaban de los escaloposáuridos en que tenían un cráneo más alto y estrecho. Pelictosuchus ya no se encuentran más clasificado como un nanictidópido, en su lugar ahora se le considera como miembro de la familia de los Akidnognathidae.